# Boom du pétrole
Un boom du pétrole ou boom pétrolier est un boom de l'industrie pétrolière. En général, cette courte période amène une croissance économique, mais peut mener à une malédiction des ressources naturelles.

## Conséquences
Selon la théorie de la maladie hollandaise, la découverte soudaine de pétrole peut causer un déclin du secteur manufacturier. Les conséquences peuvent varier de pays en pays, selon leur structure économique ainsi que leur stade de développement. Par exemple, lors du boom pétrolier au Gabon, des symptômes de la maladie hollandaise ont été observés, tandis que ça n'a pas été le cas en Guinée équatoriale.

## Histoire
Liste d'importants booms pétroliers :
- Boom pétrolier du Mexique (en) (Mexique, 1977-1981)
- Ruée vers le pétrole de Pennsylvanie (en) (États-Unis, 1859)
- Boom pétrolier du Texas (en) (États-Unis, début 1900-1940)
- Boom pétrolier de Calgary (Canada, 1947)
- Boom pétrolier du Dakota du Nord (en) (États-Unis, 2008-contemporain)